# لوبو بيك
لوبو بيك (بالألمانية: Lupu Pick)‏ هو منتج أفلام وكاتب سيناريو ومخرج وممثل روماني وألماني، ولد في 2 يناير 1886 في رومانيا، وتوفي في 7 مارس 1931 في ألمانيا.

## وصلات خارجية
- لوبو بيك على موقع IMDb (الإنجليزية)
- لوبو بيك على موقع ألو سيني (الفرنسية)
- لوبو بيك على موقع أول موفي (الإنجليزية)
- لوبو بيك على موقع قاعدة بيانات الأفلام السويدية (السويدية)
- لوبو بيك على موقع قاعدة بيانات الفيلم (الإنجليزية)
- لوبو بيك على موقع كينوبويسك (الروسية)